# عمر بركان الغلا
عمر بركان الغلا (مواليد 23 أيلول/سبتمبر 1989م) هو عارض أزياء وممثل ومصور عراقي إماراتي. أصبح سيئ السمعة دوليا في عام 2013 بعد طرده من المملكة العربية السعودية "، وهي القصة التي أصبحت فيروسية على وسائل التواصل الاجتماعي. [بحاجة لمصدر]

## حياة شخصية
ولد عمر بركان الغلا في بغداد في العراق، لكنه نشأ في دبي في الإمارات العربية المتحدة. 